# Пролетарськ (Лисичанськ)

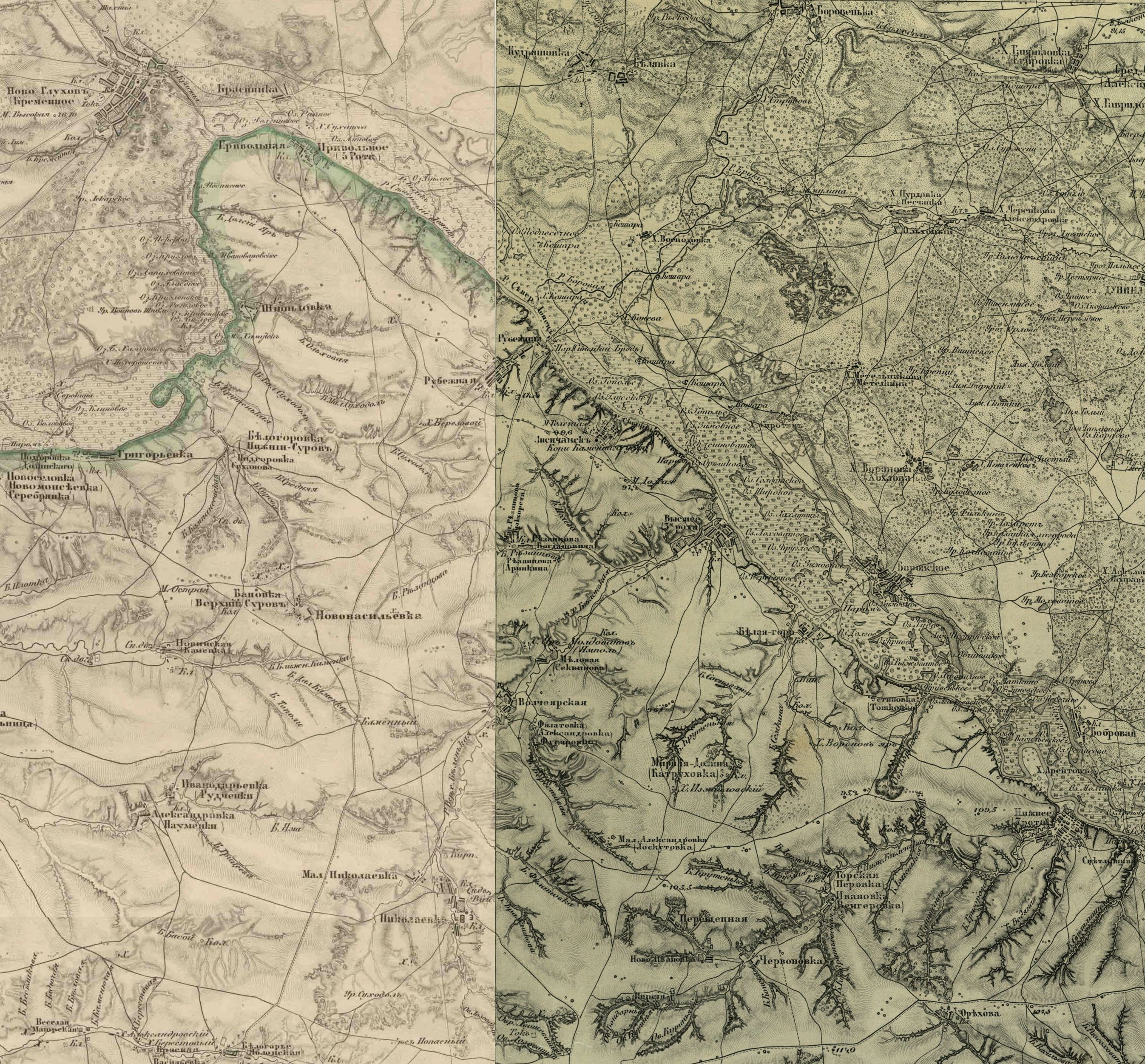

Пролетарськ (до 1924 – Рубіжне) — північний район міста Лисичанськ, колишнє селище та місто. Від селища Рубіжного бере своє коріння сучасне місто Рубіжне.

## Історія

### Заснування
Рубіжна балка (також відома як Рубіжний буєрак або Рубіжний суходол) ще у XVI та XVII сторіччях була найзручнішим місцем для спуску до ріки Сіверський Донець, та переходу на лівий берег. Балкою проходив Кальміуський шлях, яким користувались татари і ногайці під час набігів на Русь. Назву ж балка отримала тому що знаходилась на рубіжі ногайської та кримсько-татарської території.

### Період Російської імперії
Першим поселенням була слобода Пущурівка, що знаходилась нагорі біля входу до Рубіжної балки. Пущурівка та Асесорівка, що знаходилась на протилежному березі, згадуються в 1749 році. Жителі цих слобод підтримували переправу та дорогу до неї в належному стані, за що й отримували гроші від подорожніх.
У 1753 році уряд Російської імперії утворив нову адміністративно-територіальну одиницю, що знаходиться на південь від Сіверського Дінця — Слов'яносербія. Коли у 1754 році туди прибули геодезисти, щоб спланувати розселення слов'яносербських рот, Рубіжну балку вони вказали на мапах як Синецький брід. З появою нового регіону, рубіж між володіннями проходив значно південніше. А нову назву, скоріш за все, отримав на честь риби синець, якою в той час кишів Донець. На ландмапі Слов'яносербії за 1754 рік, на лівому березі біля переправи, з'являється хутір Брянцева та хутір різних мешканців, що були засновані переселенцями з Пущурівки, яких уряд переселив в процесі звільнення земель для слов'яносербів. Проіснували вони не довго, бо через деякий час усі місцеві повернулися назад на землі, на яких вже були гусарські полки Депрерадовича і Шевича. У слов'яносербський період на місці переправи було організовано паром.
Після ліквідації Слов'яносербії, гусарам надавали земельні наділи, розмір яких залежав від чину. Так, землі біля Рубіжного буєрака дісталися полковнику Рашковичу. Вже у 1784 році, на мапі замість Пущурівки було вказано село Рубіжне (рос. деревня Рубежная полковника Рашковича). Наприкінці XVIII сторіччя село перейшло у спадок до дочки полковника — Анни Рашкович, яка пізніше вийшла заміж за майора Шахова.
На 1859 рік панське село Рубіжне було положено над Сіверським Дінцем, з 31 господою, 811 особами, 1 заводом.
В 1906 році було закладено шахту братів Шмаєвих (пізніше шахта «Рубіжанська»). У лютому 1907 року на шахтах Олександро-Дмитрієвського акціонерного товариства пройшли великі затяжні забастовки. У 1908 році шахту братів Шмаєвих здано в експлуатацію (працює понині як шахта ім. Д.Ф. Мельникова).

### Радянський період (1921-1991)
У 1924 року Рубіжне перейменовано на робітниче селище Пролетарське.
У 1936 році на заводі «Пролетарій» почав роботу цех дзеркального скла.
28 жовтня 1938 селищу Пролетарськ, Лисичанського району булоо присвоєно статус міста. До складу міста був включений хутір Березів, Шепілівської сільської ради. Селище шахти Новодружеське було виключено з межі міста.
25 травня 1953 року на заводі «Пролетарій» відбулася Всесоюзна технічна конференція склярів.
1965 року Пролетарськ увійшов до складу міста Лисичанськ.

### Період незалежної України
28 серпня 2005 року шахту ім. Д.Ф. Мельникова відвідав Голова Верховної Ради України — Володимир Литвин.

## Опис
До Рубіжного також відносяться Дібровка, Полярне, Березове. Рубіжне розсічене Синецьким Бродом (Рубіжним Яром).
Вулиці: Першотравнева, Свободи, Генерала Потапенка, Дібровка.

## Населення
| Динаміка зміни кількості населення в 1859—1959 рр. | Динаміка зміни кількості населення в 1859—1959 рр. | Динаміка зміни кількості населення в 1859—1959 рр. | Динаміка зміни кількості населення в 1859—1959 рр. | Динаміка зміни кількості населення в 1859—1959 рр. | Динаміка зміни кількості населення в 1859—1959 рр. | Динаміка зміни кількості населення в 1859—1959 рр. |
| 1859                                               | 1886                                               | 1908                                               | 1926                                               | 1939                                               | 1953                                               | 1959                                               |
| -------------------------------------------------- | -------------------------------------------------- | -------------------------------------------------- | -------------------------------------------------- | -------------------------------------------------- | -------------------------------------------------- | -------------------------------------------------- |
| 811                                                | ▼466                                               | ▲1,609                                             | ▲4,237                                             | ▲24,839                                            | ▼21,500                                            | ▲26,095                                            |